# Västra Myrsjön
Västra Myrsjön är en sjö i Hällefors kommun i Västmanland och ingår i Göta älvs huvudavrinningsområde. Sjön är 7,5 meter djup, har en yta på 0,185 kvadratkilometer och befinner sig 190,1 meter över havet.

## Delavrinningsområde
Västra Myrsjön ingår i det delavrinningsområde (662529-143178) som SMHI kallar för Utloppet av Sör-Älgen. Medelhöjden är 203 meter över havet och ytan är 66,88 kvadratkilometer. Räknas de 30 avrinningsområdena uppströms in blir den ackumulerade arean 497,05 kvadratkilometer. Sikforsån som avvattnar avrinningsområdet har biflödesordning 3, vilket innebär att vattnet flödar genom totalt 3 vattendrag innan det når havet efter 344 kilometer. Avrinningsområdet består mestadels av skog (66 procent). Avrinningsområdet har 16,65 kvadratkilometer vattenytor vilket ger det en sjöprocent på 24,9 procent.